# 莫寧特ERP體育館
莫寧特ERP體育館是位於瑞典耶夫勒的室內體育館。本體育館為瑞典第8大冰球場館，舉辦冰球比賽可容納7,909人，舉辦演場會可容納11,000人。本體育館為布萊納斯IF的主場。

## 歷史
體育館於1967年9月28日啟用時名為Gavlerinken。

## 外部連結
维基共享资源上的相關多媒體資源：Monitor ERP Arena
- Hockeyarenas.net entry （页面存档备份，存于）